# Triple Bogey on a Par Five Hole

Triple Bogey on a Par Five Hole est un film indépendant américain d'Amos Poe sorti en 1991.

## Synopsis
Un documentariste filme les enfants d'un couple assassiné sur un terrain de golf pendant un hold-up. Ils vivent tous désormais sur un yacht luxueux du port de New York.

## Fiche technique
- Réalisation : Amos Poe
- Scénario : Amos Poe
- Montage : Dana Congdon
- Date de sortie : 17 février 1991

## Distribution
- Eric Mitchell
- Daisy Hall
- Robbie Coltrane
- Philip Seymour Hoffman